# Desmeocraera miata
Desmeocraera miata är en fjärilsart som beskrevs av Pierre E.L. Viette 1955. Desmeocraera miata ingår i släktet Desmeocraera och familjen tandspinnare. Inga underarter finns listade i Catalogue of Life.